# Augustine Paul
Datuk Seri S. Agostinho Paul (12 de outubro de 1944 - 2 de janeiro de 2010) foi um juiz federal da Malásia.
Paul faleceu no Hospital Selayang, aos 65 anos de idade, após sofrer de uma doença crônica.